# 谷村自雄

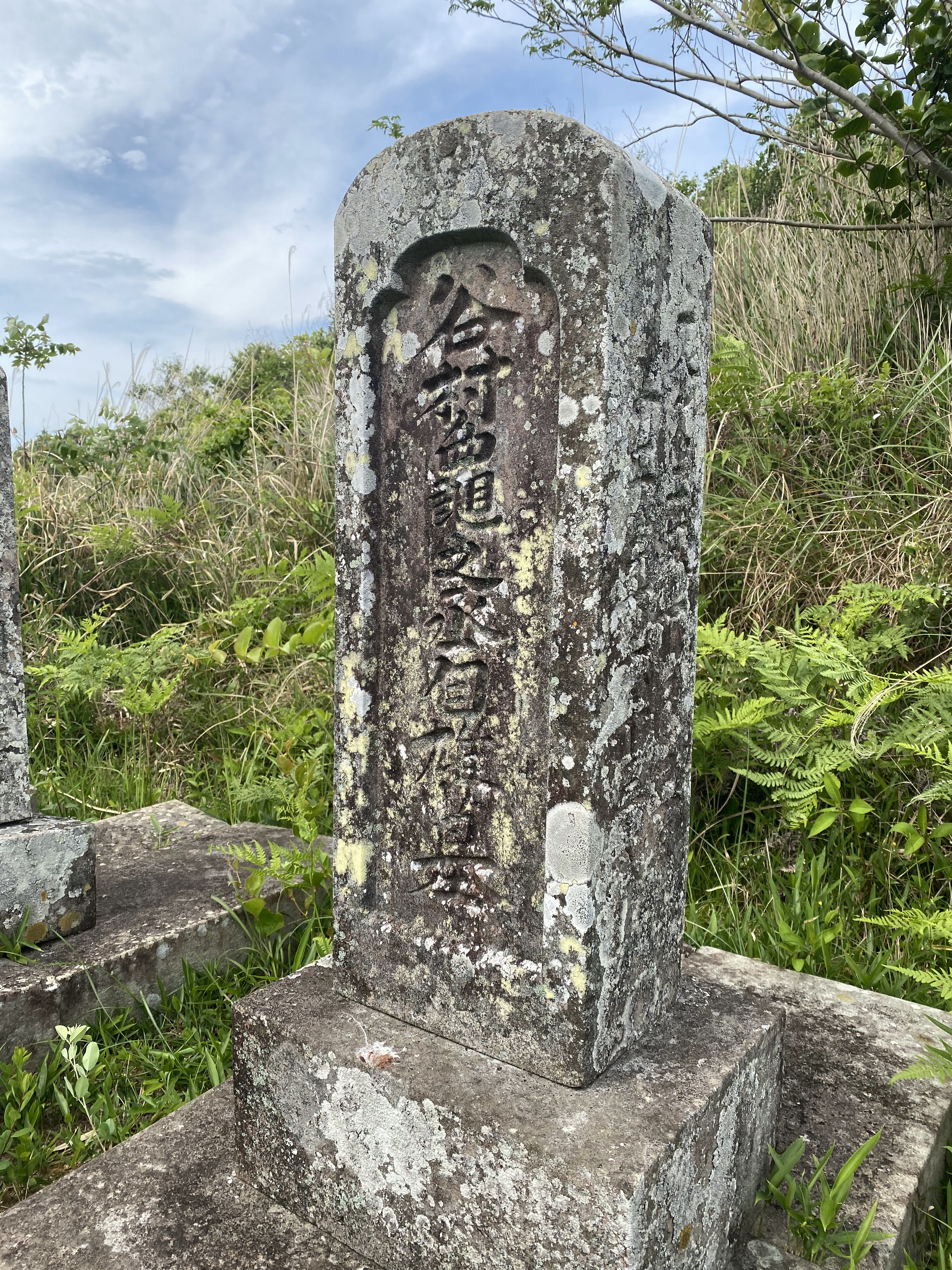
谷村亀之丞自雄の墓（高知市筆山・皿ヶ峰）

谷村 自雄（たにむら よりかつ/よりお、1800年〈寛政12年〉 - 1862年11月24日〈文久2年10月3日〉, Tanimura Kamenojō Yorikatsu, 15th head of the Musō Jikiden Eishin-ryū）は、
江戸時代後期の土佐藩上士。通称は亀之丞。(旧字体表記では「谷村龜之焏自雄」) 御小姓格・谷村家の初代当主。無双直伝英信流第15代宗家。山内容堂の居合師匠格。板垣退助の大叔父。土佐藩居合道の達人。剣術家。

## 来歴

### 生い立ち
寛政12年(1800年)、土佐藩士（馬廻役・250石）谷村自熈（久之丞）の二男として高知城下に生まれる。母は朝比奈貞雄(順平)の伯母。
幼年より無双直伝英信流居合を、林弥太夫政敬より習う。
文化15年(1818年)、土佐藩主山内豊資に、武芸を以て御目見え仰せ付けられる。
天保3年1月9日(1832年2月10日)、柔術・居合に精を出しているわけを以て、金子三百両を相領仰せ付けられる。
天保8年6月13日(1837年7月15日)、右同断を以て、稽古扶持として三人扶持を下し置かれる。

### 居合一家創立
天保15年1月9日(1844年2月26日)、土佐藩主山内豊熈の時代、居合心掛よろしきを以て、3人扶持を下し置かれ格式 御馬廻末子として召し出され一家を創立。尤も従来の稽古扶持は除かれる。
弘化元年11月(1845年1月)、山内容堂の居合師匠格を勤め、容堂へ『居合根源の巻』ならびに『目録』を伝授する。
嘉永2年12月29日(1850年2月10日)、土佐藩主山内容堂の時代、来年の江戸御供を仰せ付けられる。
嘉永3年3月13日(1850年4月24日)、御補 壱人扶持15石を下し置かれ、分限に入れ置かれる。
嘉永4年12月15日(1852年1月6日)、来年の江戸御供を仰せ付けられる。
嘉永6年12月1日(1853年12月30日)、来年の江戸御供を仰せ付けられ、江戸に於いて仮時御用の助も仰せ付けられ在勤。
安政3年1月9日(1856年2月14日)、積年家芸(居合術)の心懸け厚く弟子導き方が行き届いていることを以て、従来の御補15石の内、10石切府領壱人扶持5石を其の儘下し置かれた。
安政4年5月4日(1857年5月26日)、仮時御用のため、江戸表へ差立てられ在勤中、増御補壱人扶持五石を下し置かれ、尤も分限に入れ置かれ御用間を以て家芸修行方を仰せ付けられ、安政4年6月23日(1857年8月12日)、北山通へ差立てられ、尤も従来下し置かれた御扶持は在勤中、除かれる。
安政6年1月26日(1859年2月28日)、先達って江戸在勤中、他出の砌、不心得の儀これ有の趣き相聞こえ、殊に御侍風俗の儀は常々仰せ付け厚く相心得るべき筈のところ、その儀無く、件の次第、不心得の極みにより、今22日遠慮を仰せ付け置いたものを前躰の如く差免された。
安政6年10月3日(1859年10月28日)、土佐藩主山内豊範の時代、当分、雅楽助様附きを仰せ付けられる。
万延元年4月8日(1860年5月28日)、前土佐藩主山内容堂御業前に相見仰せ付けられたが差免、従来下し置かれていた御補扶持も除かれた。
文久2年3月20日(1862年4月18日)、吉田東洋の藩政改革により芸家制廃止となる。このとき廃止された居合術家は、山川久蔵幸雅(馬廻末子3人扶持切府5石)、谷村亀之丞自雄(小姓組3人扶持切府10石)、下村茂市(小姓組3人扶持切府10石)である。
同年4月、文武館が完成。のちの「致道館」の前身。
文久2年4月8日(1862年5月6日)、吉田東洋が暗殺される。
文久2年6月4日(1862年6月30日)、芸家制復活により、亀之丞の嫡男・谷村彜吉自脩(つねきち よりなか)が、「居合術導役」を仰せ付けられ、5人扶持を下し置かれたが、同年8月17日(太陽暦9月10日)自脩は病死。
文久2年10月3日(1862年11月24日)、嫡男の早世から2ヶ月後、亀之丞自雄も病死した。法名は義山良忠信士。享年63歳。
墓所は高知県高知市・筆山皿ヶ峰の西南斜面にある。

## 跡目継承
谷村亀之丞自雄の土佐藩士としての家督は、自雄の兄・谷村右衛門八自高の長男・谷村自輝(酒之丞)の次男である谷村自義(小猿)が跡目養子となり、文久3年2月5日(1863年3月23日)無相違相続した。
一方、無双直伝英信流宗家としての家督は、藩より正式に継いだのは谷村彜吉自脩であるが、2ヶ月後に病死した為、現在では宗家継承の世代に数えられていない。さらに、慶応元年(1865年)、藩政改革により再度芸家制廃止となる。明治維新以後、廃刀令の煽りを受け剣道も居合も衰退し、また特に長谷川英信流居合は江戸時代「御留流(おとめりゅう)」として藩外不出で、町中に道場も無く、藩校の一部で伝えられたのみで、これを伝承した者が限られ、廃絶の危機にあった。長谷川英信流の宗家・谷村家の親族であった板垣退助伯爵は、明治26年(1893年)、帰高の際に高知市材木町にあった「武学館」に招かれ、長谷川英信流居合術と松島流棒術の由来と功績に関する講演を行った。さらに板垣は、これらの武術を後世に継承させるためには、適切な師範と道場が必要となることを訴えて適任者を議した。詮議の結果、長谷川英信流居合は無双直伝英信流第15代・谷村亀之丞自雄のもとで居合術を学んだ、旧土佐藩士・五藤孫兵衛正亮、棒術は新市町の横田七次が最も堪能であるとの意見を得、板垣は両氏に子弟育成の件を直接相談に赴いた。両氏より快諾の旨を得た板垣は、さらに高知の素封家・竹村与右衛門の援助によりその敷地の一角に道場を建設させ、これらの振興につとめた。五藤正亮は名実ともに居合術の普及に努め子弟を育成。その後、正亮の居合の修養深きを知った高知県立第一中学校(のち「高知県立高知城東中学校」と改称, 現校名・高知県立高知追手前高等学校)校長・渋谷寬はの居合術が身心鍛錬に特効があるとして正亮を学校に招聘し生徒たちに指導させた。五藤正亮は、明治31年(1898年)64歳で歿した。

## 家族
- 祖父：谷村自貞(酒之丞)
- 祖母：尾崎之孚(老之丞)の長女
  - 父：谷村自熈(久之丞)
  - (兄姉の母)：朝比奈貞雄の伯母
    - 兄(異母)：谷村自高(右衛門八)
      - 甥(長男)：谷村自輝(酒之丞)
      - 甥の妻：日根野弘亨(修平)の次女
        - 甥の長男：谷村自庸(樵一郎・樵夫)

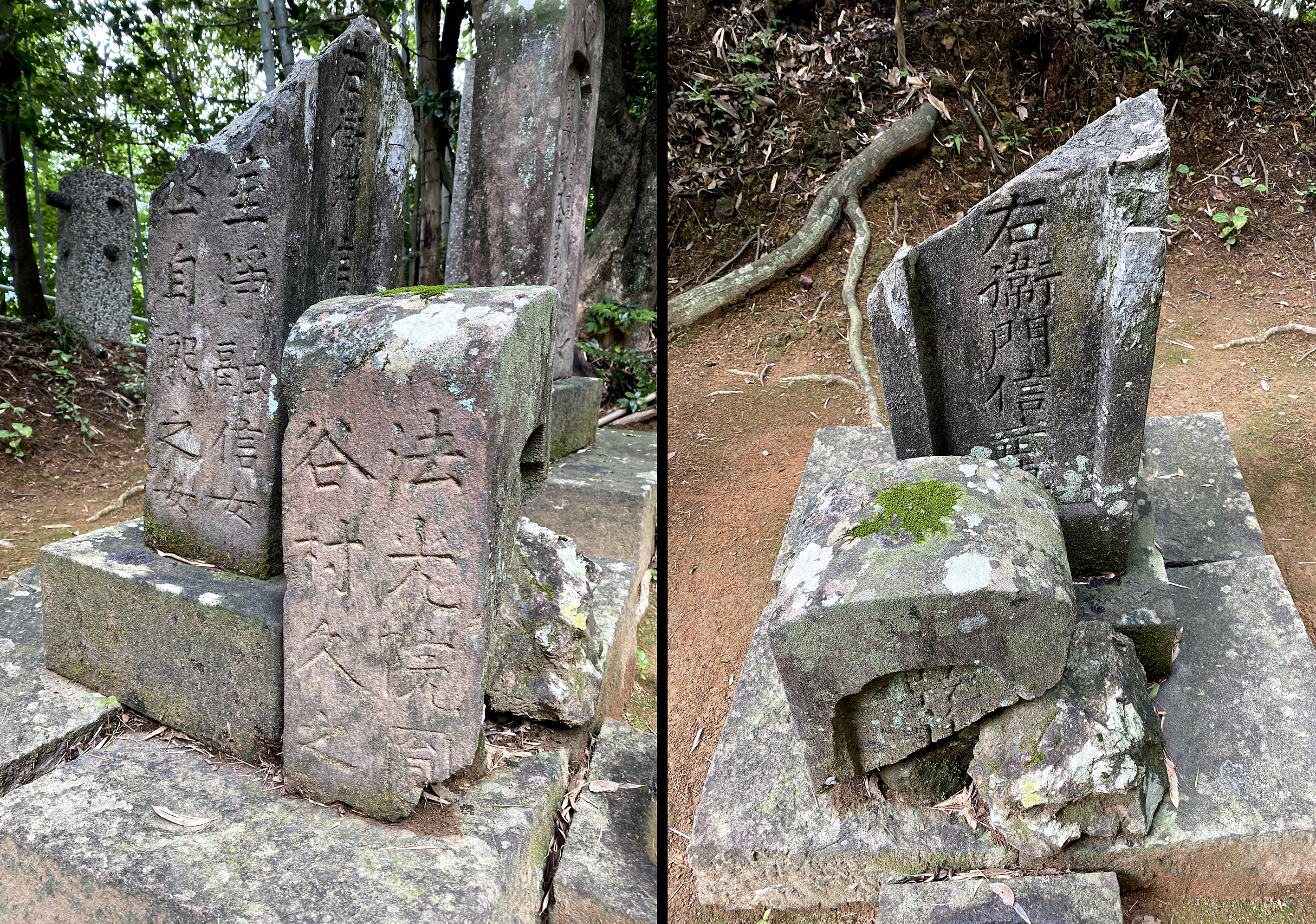
板垣退助の祖母・乾信武妻の墓(高知・板垣山)

        - 甥の長男の妻：井上直方(覚之進)の次女
        - 甥の次男：谷村自義(小猿) - 谷村自雄の養子となる。
        - 甥の娘：橋本直道の妻

      - 甥(次男)：谷村自寛(才八)
        - 甥の娘(長女)：某女
        - 甥の娘(次女)：谷村近子

    - 姉(異母)：乾信武(庄右衛門)の妻
      - 甥：乾正成(栄六)
        - 甥の長男：板垣退助
        - 甥の長男の初妻：林政護(益之丞)の妹 - 板垣退助と離縁後、林茂平と婚す[1]
          - 甥の長男の予備養子：井上栄三郎[6](井上直方の三男) - 無双直伝英信流門人

    - 姉(異母)：中山秀貞[7](覚之丞)の妻

  - 母：朝比奈貞雄の伯母
    - 本人：谷村自雄(亀之丞) - 無双直伝英信流 第15代
    - 妻：不詳
      - 嫡男：谷村自脩(彜吉) - 早世
      - 嫡男の嫁：三浦義方(伊豆馬)の養女 - 離別
      - 嫡男の嫁：宮地正吉(駒太郎)の姉

  - 継母：西野友生の妹

## 谷村自雄の登場する小説
- 『酔って候』司馬遼太郎著

## 補註
1. 1 2 3 4 5 6 7 8 9 10 11 12 13 14 15 16 17 18 19  『御侍中先祖書系圖牒』旧山内侯爵家蔵
2. 1 2 3 4  『江戸期の土佐における居合関係史』
3. ↑  墓石に「帰元義山良忠信士位」とあるのによる。
4. 1 2  『英信流居合と板垣伯』岡林九敏著(所収『土佐史談』第15号)
5. ↑  “『板垣精神 -明治維新百五十年・板垣退助先生薨去百回忌記念-』”.  一般社団法人 板垣退助先生顕彰会 (2019年2月11日). 2020年9月1日閲覧。
6. ↑  井上栄三郎は、板垣退助の長女・兵子の初婿で、一時「板垣栄三郎」を名乗るものち離婚。兵子は片岡光房に再嫁した。(『板垣精神』一般社団法人板垣退助先生顕彰会編より)
7. ↑  中山秀貞は、乾正清の曾孫。「∴乾正清-中山秀信-中山秀利-中山秀貞」となる。